# 사립 탐정 산드로
- 프레데릭 스태포드 (Frederick Stafford)
- 페미 베누시 Femi Benussi
- 클로드 자드 (Claude Jade)
- 미셸 콘스탄틴 (Michel Constantin)

정부와의 관계에서 사건을 겪고 있던 그의 아내가 교살 당하고 살해 당했을 때 그녀의 사립 탐정은 남편 산드로였다. 산드로는 현재 여자 친구 티파니와 함께 살인자를 찾고 있다. 그리고 그는 부티크 소유자와 흔적을 찾는다. 범죄자 및 변호사와 관련된 누드 댄서 인 여성이다.
비디오 출시 : Goldstar (삼영)
출시일 : 1988년 3월 10일